# Jamal Al Sharif
Jamal Al-Sharif (in arabo جمال الشريف‎?; Damasco, 8 dicembre 1954) è un ex arbitro di calcio siriano.

## Biografia
È stato selezionato per tre edizioni del Campionato mondiale di calcio (record vantato in coabitazione con altri 19 fischietti al mondo): nel 1986 arbitrò Canada-Ungheria e l'ottavo di finale Inghilterra-Paraguay, nel 1990 diresse Austria-Stati Uniti e nel 1994 diresse tre partite (Colombia-Romania, Russia-Camerun e l'ottavo di finale Messico-Bulgaria).
È stato inoltre selezionato per le edizioni 1992 e 1996 della Coppa d'Asia (nel 1992 arbitra la finalissima tra Giappone e Arabia Saudita) e per la Coppa delle Nazioni Africane del 1990 e del 1994.
Nel suo ricco palmarès trovano spazio anche la partecipazione al Campionato mondiale di calcio Under-20 del 1985 in URSS, al torneo calcistico alle Olimpiadi di Seoul del 1988 (dove dirige la semifinale tra Italia e URSS) e alla prima edizione della Confederations Cup nel 1992.
Nel 2001 la FIFA gli conferisce il prestigioso FIFA Special Award..
Attualmente è commentatore sportivo presso l'emittente Al-Jazeera.